# Abraham Epstein
Pour les articles homonymes, voir Epstein.
Ne doit pas être confondu avec Abraham Epstein (économiste).
Abraham Epstein (en hébreu : אברהם עפשטיין, en russe : Авраам Эпштейн) est un rabbin russo-autrichien des XIXe et XXe siècles (19 décembre 1841 - 1918), spécialiste de la littérature rabbinique.

## Éléments biographiques
Né à Staro Constantinov, en Volhynie, aujourd'hui en Ukraine, il étudie avec zèle les œuvres de Levinsohn, Krochmal, et S. D. Luzzatto. Lors de son premier séjour en Europe occidentale, il se lie à J.L. Rapoport, Z. Frankel, et Michael Sachs. Après la mort de son père en 1874, il reprend son négoce, mais après divers déboires financiers, se consacre principalement aux études dès 1884.
Il s'installe à Vienne en 1876 et reçoit la nationalité autrichienne. Il se constitue alors une bibliothèque contenant de nombreux manuscrits de valeur.

## Œuvres
Les deux ouvrages les plus connus d'Abraham Epstein sont le Ḳadmout ha-Tanḥouma, une révision de l'édition Buber du Midrash Tanhouma (Presburg, 1886), et le Mi-Ḳadmoniyyot ha-Yehoudim, qui contient des traités de chronologie de l'histoire juive et d'archéologie, ainsi qu'une édition révisée et annotée du Midrash Tadshe (Vienne, 1887).
Il a également écrit :
- (de) Bereschit-Rabbati, Dessen Verhältnisse zu Rabba, in Berliner's Magazin, xv. 70 (Berlin, 1888)
- R. Simeon Kara und der Jalkut Schimeoni in Ha-Ḥoḳer, i. 85-93, 129-137; (Cracovie, 1891)
- Eldad ha-Dani, une édition critique, avec variations de divers manuscrits, de l'ouvrage d'Eldad, avec introduction et notes (Vienne, 1891)
- La Lettre d'Eldad sur les Dix Tribus (Paris, 1892; réimprimé de R. E. J. xxv)
- R. Moshe ha-Darshan mi-Narbona (Vienna, 1891)
- Dibre Biḳḳoret li-Kebod Rabbi S. L. Rapoport, une défense de J.L. Rapoport contre les attaques de I. H. Weiss (Vienne, 1896)
- (de) Jụdische Alterthümer in Worms und Speier (Breslau, 1896; réimprimé du Monatsschrift, v.40).

Il a en outre écrit de nombreux articles critiques, biographiques, historiques et archéologiques pour des organes de presse périodique juive, particulièrement le Monatsschrift, la Revue des études juives, et Ha-Ḥoḳer.
Certains de ses travaux ont été rassemblés dans le Kitvei Rav Avraham Epstein (éd. A.M. Haberman, Jérusalem, 1957).